# Bjeloruska Narodna Republika
Bjeloruska Narodna Republika (bjeloruski: Белару́ская Наро́дная Рэспу́бліка), poznata i pod skraćenicom BNR, bila je kratkotrajna država na području današnje Bjelorusije koja je postojala od 1918. do 1919. godine na samom kraju i neposredno nakon Prvog svjetskog rata. 
Nastala je na području koje su njemačke postrojbe bile okupirale temeljem mirovnog sporazuma u Brest-Litovsku, a osnovali su je mjesni političari okupljeni u Bjeloruski nacionalni savjet krajem 1917.
Savjet se 21. veljače 1918. proglasio jedinom legitimnom vlašću u Bjelorusiji, 9. ožujka je proglasio republiku, a 25. ožujka i nezavisnost od Rusije. Nezavisnost BNR-a priznale su Centralne sile, kao i Estonija i još nekoliko država nastalih raspadom Ruskog Carstva. 
Iako je BNR nastojala ishoditi priznanje nezavisnosti od Sovjetske Rusije, pa u tu svrhu čak i nudila obnovu svojevrsnih državnopravnih veza na federalnim principima, Sovjeti su taj prijedlog odbili. Kada se krajem 1918. Njemačka predala zapadnim saveznicima, njene trupe su se počele povlačiti iz okupiranih područja Ruskog Carstva. Sovjeti su to iskoristili kako bi pokrenuli ofenzivu na zapad i na području Bjelorusije uspostavili Socijalističku Sovjetsku Republiku Bjelorusiju.
Rada BNR, vrhovni organ vlasti, je otišla u egzil, prvo u Grodno u tadašnjoj Litvi, a nakon poljsko-litvanskog rata u Kaunas. To tijelo djeluje dan-danas te se smatra jednom od najstarijih i najdugovječnijih vlada u izbjeglištvu u današnjem svijetu.